# ホウドウキョク
ホウドウキョクは、フジテレビが2015年4月から2019年3月まで運営していたニュースサイト。
フジテレビオンデマンド等で2015年4月1日から2018年3月31日まで配信されていたウェブ専門ニュース専門チャンネル、「ホウドウキョク24」についてもあわせて記載する。

## 概要
フジテレビには総合事業局コンテンツ事業センターペイTV部のCSによるニュース専門チャンネルがなく、社内ではホウドウキョクの開局以前から自社の報道局による24時間ニュース専門チャンネル立ち上げの要望が存在していた。ホウドウキョクのプロジェクトリーダーである、フジテレビ報道局次長（当時）の福原伸治が掲げていた制作コンセプトとしては、FNNにてニュースネットワークを形成しているため、ニュース素材である各種映像が揃っているのに、放送出来る環境が少なかったため、ネットコンテンツとして加工し配信出来る環境として立ち上げ、また既存のニュース専門チャンネルとの差別化を図る意図から、報道とは違う異分子を入れたコンテンツを制作する、としていた。
開局当初、番組編成についてはWebでの展開も考慮していたが、NOTTVでの放送も決まっていたことから、NOTTV側が望むニュースチャンネルを念頭にしたため、テレビ的なコンテンツを揃える方針であった。その結果、地上波、衛星波で放送する報道番組の再配信ではなくホウドウキョク独自コンテンツを編成した。そのため、局アナウンサーやフリーアナウンサーをメインに進める番組が多い他局のニュース専門チャンネルとは異なり、女性タレントやモデルがキャスターを担当する朝の情報番組や、ネットサービスに長けている論客が担当するFNN系列の地上波ニュース番組のスピンオフ番組、各界の論客を交えて、ニュースの深掘りをするトーク番組等を編成していた。
基本的には、番組構成の特徴として、長い放送尺（→配信尺）のトーク、ノーカットVTR、全編生中継を基本としている。これらを踏まえ、ニュースを解説する解説委員については、新たに別の部署から人事異動にて異動して来た者も存在する。
視聴者からの意見等をTwitter、Facebook等のSNSで募集しており、チャンネルの意見を求める際のTwitterのハッシュタグは「#ホウドウキョク」、また番組個別に意見を募るハッシュタグも存在する。
番組配信のためのスタジオ設備については、地上波、衛星波で使用している、FCGビル12階の報道センター及びV9スタジオではなく、同ビル14階のV10スタジオを「ホウドウキョクニューススタジオ」として専用化しており、専従スタッフが30人強の体制で番組を制作していた。
2016年10月、ホウドウキョクのプロジェクトリーダーが清水俊宏に替わった事に伴い、番組編成が大幅変更となり、週末の配信枠の殆どがリピート配信編成に変更された。
また、Webサイトも大幅にリニューアルされ、テキスト記事、短尺動画、VR動画、インフォグラフィックス、ホウドウキョクが解説委員以外に識者として定めている専門家の解説コメントを導入した。その理由として、「速報性ではSNSに勝てないので、"接地面"を増やしてお客さんに来て貰う機会を増やす事で、ユーザー属性を把握し、年代別でのニュース、コメント、解説に興味を示しているかというデータの蓄積を行い、そのデータを地上波のニュース・ワイドショー番組へさらなる還元も視野に入れている」意向を持っている事を明かしている。
その他にも、ホウドウキョクにて配信している記事を、Yahoo!ニュース、グノシー、スマートニュース、ニュースパスへも配信開始。2017年5月には、自社開発したスマートフォン向けアプリケーションを開発し、そちらでもサービスを開始した。
2017年11月頃をもって専用スタジオの「ホウドウキョクニューススタジオ」は解体。スタジオセットについては同局が2018年9月まで地上波にて放送していた『モノシリーのとっておき〜すんごい人がやってくる!〜』などに再利用された。
2018年4月2日、FNNは報道番組の全ブランドを『プライムニュース』へと統一した事に伴い、FNNのWebサイトを一新。同日11時より、FNNニュースのポータルサイト「FNN.jpプライムオンライン」がオープンした。これに伴い、ホウドウキョクのWebサイトにて公開していた、有識者等のテキスト記事や映像が全て移行され、Yahoo!ニュースなどへの配信名も変更された。また、プロジェクトリーダーであった清水も、肩書きが「FNN.jpプライムオンライン・チーフビジョナリスト」と変更された。
なお、番組配信やコンテンツ配信については、ホウドウキョクのスマートフォンアプリやその他配信媒体でのホウドウキョクブランドでのニュース配信を継続していたが、フジテレビ企業広報室は、J-CASTの取材に対して、「2018年4月2日時点で『移行期間中』だと回答し、『徐々に発展的に統合していきます』」と説明した。その後、ホウドウキョクWebサイトの更新は2019年3月31日で終了し、5月31日に閉鎖された。
ホウドウキョクからの移行後、YouTube、Twitterにも「FNNプライムオンライン」の名称でFNN加盟局の最新のニュースが配信されている。

## 過去の配信媒体
2018年4月2日時点
基本的に、ホウドウキョクのウェブサイトで全番組配信であるが、一部番組は動画共有サービスにて配信。
- ホウドウキョク24（フジテレビオンデマンド）
開局当初より全時間帯視聴可能。
- 「ホウドウキョク」スマートフォンアプリケーション
iOS、Android向けのアプリにて、ライブ配信、テキスト記事、VR動画を配信
- dTV
有料配信。dTV内の「ニュース」カテゴリで、ニュース動画が視聴可能。ライブ配信は視聴不可。
- LINE LIVE
無料配信。『FLAG7』等のレギュラー番組の他、特番の生配信。
- Facebook Live
無料配信。『あしたのコンパス』の生配信が行われる他、特番の生配信。
- Periscope
無料配信。新たに『FLAG7』の番組開始から配信プラットフォームとして追加され、特番や各役所の記者会見等の生配信も実施。過去、『ランチタグ』の生配信も行われていた。

## 放送媒体
現在は放送局による「放送」は行われていないが、過去に行われていた。
- NOTTV2 by ホウドウキョク24（NOTTV）- 2015年4月1日 - 2016年6月30日[注 5]

## キャスター

### 終了時点
なし。
原則ストレートニュース素材は地上波でのスポットニュース、朝のワイドショー内で放送されたナレーション素材若しくはフジテレビアナウンサー、報道局の阿部知代、田代尚子等のナレーション素材に変更のため、読み上げキャスター設置を取り止め。

### 過去
- 堤友香（2015年4月 - 2016年3月）
- 高野萌（2015年4月 - 2016年3月）
- 久下真以子（2015年4月 - 2017年3月）
- 鈴木理香子（2015年4月 - 2017年3月）

## 配信番組
2018年4月2日時点では全て「番組」としての配信を終了。

### 終了番組
- Startup! 180（2015年4月 - 2016年3月）
MC
月・火：太田エイミー（タレント）、2015年4月 - 2016年3月
水・木：市川紗椰[注 7]（モデル）、2015年4月 - 2016年3月
金　　：高野萌、2015年4月 - 2016年3月

- ニュースのキモ! Morning
MC
細貝沙羅（当時：フジテレビアナウンサー）
鹿嶋豪心（当時：ホウドウキョク ニュース編集長、現：報道局政治部記者）
久下真以子
鈴木理香子 ほか

- ニュースのキモ! Afternoon
MC
月：藤村さおり
火：春日由実
水：西山喜久恵
木：戸部洋子、島田彩夏
金：境鶴丸、川野良子

- みんなのウラ（2015年4月1日 - 2016年9月30日）
MC
久下真以子
鈴木理香子
津田大介（ジャーナリスト）
松浦茂樹（スマートニュース編集長）

- ニュースのキモ! Night（2015年10月 - 2016年3月）
MC
高野萌
久下真以子
鈴木理香子
平松秀敏（ホウドウキョクデスク）
古山倫範（　　　　 〃 　　　　）
松井信樹（　　　　 〃 　　　　）
フジテレビ報道局記者 ほか

- ニュースのキモ! Evening
アシスタント
高野萌、堤友香、細貝沙羅、阿部知代
デスク
平松秀敏、清水俊宏、古山倫範、森下知哉（元々は土曜日と日曜日はそれぞれ違うデスクとアナウンサーだったが、土曜日と日曜日が同じデスクとアナウンサーになり、最後に担当していたのは森下知哉と阿部知代）

- 土曜のちよ箱（2015年10月 - 2016年3月）
MC：阿部知代（報道局マルチデバイスニュースセンター シニアコメンテーター）

- さらのちゃんねる（2015年4月 - 2016年7月）
MC：細貝沙羅（当時：フジテレビアナウンサー）

- 2001継続中（2015年4月 - 2016年3月）
キャスター：平井文夫（特別解説委員）、桜庭亮平

- 皇室カレンダー（2015年4月 - 2016年3月）
キャスター：山中章子、橋本寿史（解説委員※皇室担当）

- ホウドウキョク×GOGO（2016年4月 - 2017年3月）
キャスター
月　　　　：藤村さおり
火　　　　：春日由実
水　　　　：西山喜久恵
木　　　　：堤礼実
金　　　　：田代尚子[注 8]
月・水　　：春香クリスティーン
火・木・金：鈴木理香子・久下真以子
解説委員
水：鈴木款
木：岡野俊輔
金：大山泰

- あしたのコンパス（2015年4月 - 2017年3月）

- ホウドウキョクｘFLAG9（2016年10月 - 2017年3月）
キャスター
月・火
平松秀敏（「ホウドウキョク」取材デスク）・久下真以子
水
平松秀敏・鈴木理香子
木
森下知哉（当時ホウドウキョクデスク、現在社会部、元アナウンサー）・鈴木理香子
金
森下知哉・阿部知代

- 真夜中のニャーゴ（2015年4月 - 2017年3月）
MC
月：小出祐介・南波一海
火：山本一郎
水：加藤千恵、羽田圭介（週替わり）
木：椿姫彩菜
金：金田淳子（やおい研究家）

- ランチタグ（2017年4月 - 2017年6月）
キャスター
月：藤村さおり
火：春日由実
水：西山喜久恵
木：堤礼実
金：中村仁美
コメンテーター
月・火：平松秀敏
水　　：鈴木款
木　　：大山泰
金　　：平井文夫

- H.SCHOOL（2017年4月 - 2017年6月）
MC
ドミニク・チェン
市原えつこ（メディアアーティスト）

- 能勢伸之の週刊安全保障（2015年4月 - 2017年8月）
MC
能勢伸之
岡部いさく
千代島瑞希（2017年4月までは小山ひかる）

- 能勢伸之の日刊安全保障（2017年4月3日 - 2018年3月29日）[注 9]
キャスター
能勢伸之（解説委員※軍事・安全保障担当）
アシスタント
月曜：藤村さおり
火曜：宮沢智 or 新美有加
水曜：久代萌美 or 生野陽子
木曜：小澤陽子

- ホウドウキョク×FLAG7（2017年4月 - 2017年8月）

- 鴨ちゃんねる（2015年4月 - 2017年9月23日）
キャスター：鴨下ひろみ（報道局 東アジア担当部長〈北京支局〉）

- Live Picks